# Jean-Yves Tual
Pour les articles homonymes, voir Tual.
Jean-Yves Tual est un acteur français né le 22 mai 1963 à Nantes.

## Biographie
Jean-Yves Tual obtient ses premiers contrats de comédien au cours des années 1980 alors qu'il est étudiant à l'École des beaux-arts de Nantes.
Sa carrière se poursuit au théâtre, au cinéma et à la télévision.
Jean-Yves Tual préside le Festival international du film sur le handicap depuis sa première édition en 2016.

## Filmographie partielle

### Cinéma
- 1990 : Le Voleur d'arc-en-ciel d'Alejandro Jodorowsky : Colonel Heywood
- 1992 : Le Coup suprême de Jean-Pierre Sentier : Émile Michel
- 1994 : La Vienne Dynamique de Olivier Chavarot : Le personnage du Guerliguet pour l'attraction du Futuroscope
- 1995 : Les Milles de Sébastien Grall : le nain
- 1998 : Le Nain rouge d'Yvan Le Moine : Lucien L'Hotte
- 1999 : L'Ami du jardin de Jean-Louis Bouchaud : Jérôme
- 1999 : Astérix et Obélix contre César de Claude Zidi : Mathusalix, l'arrière-grand-père de Panoramix
- 2004 : Madame Edouard de Nadine Monfils : le Pin’s
- 2015 : Marguerite de Xavier Giannoli : Monsieur Taupe
- 2017 : L'Embarras du choix d'Éric Lavaine : Nain de Chœur
- 2023 : Un Stupéfiant Noël ! d'Arthur Sanigou : Georges

#### Télévision
- 1992 : Amour et Chocolat (en anglais) de Josée Dayan
- 1992 : Parfum de bébé de Serge Meynard : Le clown
- 1997 : Highlander (série télévisée) : Ahriman (saison 6, épisode 2 Armageddon )
- 2003 : Un fils de notre temps de Fabrice Cazeneuve : le nain
- 2005 : Ce nain que je ne saurais voir (docu/fiction) de Christophe Bier : M.Zwerg
- 2006 : SOS 18 (série télévisée) : Bertrand (saison 2, épisode 3)
- 2011 : La Nouvelle Blanche-Neige de Laurent Bénégui : Maître Miroir (Le miroir magique)
- 2013 : Doc Martin (série télévisée) : L'inspecteur d'académie (saison 3, épisode 2 La grande épidémie)
- 2018 : Spring Tide (série télévisée suédoise) : Pujol (3 épisodes)
- 2019 : Les Mystères de l'amour (série télévisée) : Yvan, l’informateur d'Ingrid (depuis la saison 17)

## Théâtre
- 2008-2009 : Un point c'est tout ! de Laurent Baffie, mise en scène de l'auteur - Théâtre du Palais-Royal, Paris : Tom, le nain